# Gleison Bremer
Gleison Bremer Silva Nascimento (* 18. března 1997 Itapitanga), známý i jen jako Bremer, je brazilský profesionální fotbalista, který hraje na pozici středního obránce za italský klub Juventus FC.

## Klubová kariéra

### Turín
Brazilský obránce do Itálie zamířil v roce 2018, kdy jej Toro získali z Atlética Mineiro. Po úvodní zahřívací sezoně se stal důležitou součástí základní sestavy a v klubu nastoupil do více než stovky zápasů, ve kterých i ze své pozice stopera vstřelil třináct branek a na dalších pět nahrál. V sezóně 2021/22 si vysloužil cenu za nejlepšího obránce Serie A a tím také pozornost velkých klubů.

### Juventus
Dne 20. července 2022 přestoupil Bremer z turínského FC do sousedního Juventusu za částku okolo 41 milionů euro. Stará dáma si pětadvacetiletého Brazilce zavázala smlouvou do roku 2027. Do klubu přišel jako náhrada za odcházejícího stopera Matthijse de Ligta.

## Statistiky
K 7. květnu 2022
| Klub             | Sezóna  | Liga    | Liga   | Liga | Pohár  | Pohár | Kontinentální poháry | Kontinentální poháry | Ostatní | Ostatní | Celkem | Celkem |
| Klub             | Sezóna  | Liga    | Zápasy | Góly | Zápasy | Góly  | Zápasy               | Góly                 | Zápasy  | Góly    | Zápasy | Góly   |
| ---------------- | ------- | ------- | ------ | ---- | ------ | ----- | -------------------- | -------------------- | ------- | ------- | ------ | ------ |
| Atlético Mineiro | 2017    | Série A | 12     | 0    | 1      | 0     | 1                    | 0                    | 1       | 0       | 15     | 0      |
| Atlético Mineiro | 2018    | Série A | 11     | 1    | 3      | 0     | 2                    | 0                    | 2       | 0       | 18     | 1      |
| Atlético Mineiro | Celkem  | Celkem  | 23     | 1    | 4      | 0     | 3                    | 0                    | 3       | 0       | 33     | 1      |
| Turín            | 2018/19 | Serie A | 5      | 0    | 2      | 0     | —                    | —                    | —       | —       | 7      | 0      |
| Turín            | 2019/20 | Serie A | 27     | 3    | 2      | 2     | 6                    | 0                    | —       | —       | 35     | 5      |
| Turín            | 2020/21 | Serie A | 33     | 5    | 2      | 0     | —                    | —                    | —       | —       | 35     | 5      |
| Turín            | 2021/22 | Serie A | 33     | 3    | 0      | 0     | —                    | —                    | —       | —       | 33     | 3      |
| Turín            | Celkem  | Celkem  | 98     | 11   | 6      | 2     | 6                    | 0                    | 0       | 0       | 110    | 13     |
| Juventus         | 2022/23 | Serie A | 0      | 0    | 0      | 0     | 0                    | 0                    | —       | —       | 0      | 0      |
| Celkem           | Celkem  | Celkem  | 121    | 12   | 10     | 2     | 9                    | 0                    | 3       | 0       | 143    | 14     |

## Ocenění

### Individuální
- Nejlepší obránce Serie A: 2021/22[3]